# Tyndareos
Tyndareos (altgriechisch Τυνδάρεος Tyndáreos, attisch Τυνδάρεως Tyndáreōs; lateinisch Tyndareus) ist in der griechischen Mythologie ein König von Sparta, der Ehemann Ledas, Vater der Dioskuren Kastor und Polydeukes (lateinisch Castor und Pollux) sowie der Klytaimnestra, der Helena und der Phoibe.

## Flucht aus Sparta
Tyndareos war der Sohn des Oibalos, des Königs von Sparta, und der Gorgophone oder der Nymphe Bateia. Nach anderer Überlieferung wird er als Sohn des Perieres bezeichnet. Als Oibalos starb, folgte Tyndareos ihm auf den Thron. Kurze Zeit später wurden er und sein Bruder Ikarios von ihrem Halbbruder Hippokoon aus Sparta vertrieben, der anschließend die Regierung übernahm.

## Im Exil
Wohin Tyndareos und Ikarios flohen, wird verschieden angegeben: Entweder nach Pellana in Lakonien oder zu seinem Halbbruder Aphareus nach Thalanae in Messenien. Die verbreitetste Version lässt sie zu Thestios, dem König von Pleuron, gelangen. Sie standen ihm im Kampf gegen seinen Nachbarn bei und halfen ihm, Akarnanien zu erobern. Für die treuen Dienste erhielt Tyndareos Leda, des Königs Tochter, zur Frau.
Leda wurde von Zeus verführt, der sich die Gestalt eines Schwans gegeben hatte. Sie gebar eine Tochter und zwei Eier. Aus dem ersten Ei schlüpften Zwillinge – die Dioskuren Kastor und Polydeukes. Aus dem anderen Helena. Diese drei Kinder waren von Zeus. Die Tochter, die zusammen mit den Eiern geboren wurde, war Klytaimnestra, die Tochter von Tyndareos. Weitere Kinder des Tyndareos und der Leda waren Phylonoe und Timandra.

## Rückkehr nach Sparta
Nachdem Herakles Hippokoon und dessen Söhne getötet hatte, wurde Tyndareos wieder als König eingesetzt. Seine Tochter Phylonoe wurde von Artemis unsterblich gemacht. Timandra verheiratete er mit Echemos und Klytaimnestra zunächst mit Tantalos, dem Sohn des Thyestes. Als Thyestes die Macht in Mykene ergriff, kamen die zwei abgesetzten Fürsten, Agamemnon und Menelaos nach Sparta. Tyndareos empfing sie und half ihnen, Thyestes zu vertreiben. Agamemnon tötete Tantalos und dessen neugeborenen Sohn und heiratete Klytaimnestra.
Als für Helena, die als schönste Frau der Welt galt, die Zeit gekommen war, zu heiraten, hielten viele griechische Könige und Fürsten persönlich oder durch Gesandte um ihre Hand an, darunter Odysseus, Menestheus, Ajax der Große, Patroklos und Idomeneus, ihr Favorit aber war Menelaos, der, einigen Quellen zufolge, nicht selbst gekommen war, sondern durch seinen Bruder Agamemnon vertreten wurde. Alle brachten viele, reiche Geschenke mit sich – außer Odysseus.
Tyndareos wollte keines der Geschenke akzeptieren, aber auch keinen der Freier wegschicken aus Angst, sie zu beleidigen und ihnen Gründe für einen Streit zu liefern. Odysseus versprach, das Problem in zufriedenstellender Weise zu lösen, falls Tyndareos ihn bei Penelope, der Tochter des Ikarios, unterstützen würde. Tyndareos stimmte bereitwillig zu und Odysseus schlug vor, dass alle Freier vor der Entscheidung einen feierlichen Eid schwören sollten, den ausgewählten Ehemann gegen jeden zu verteidigen, der mit ihm Streit anfange. Diese List hatte Erfolg, Helena und Menelaos wurden verheiratet. Aufgrund dieses Schwurs waren alle, die den Eid leisteten, verpflichtet, Menelaos zu unterstützen und sich am Trojanischen Krieg zu beteiligen, nachdem Helena von Paris entführt worden war.
Nach Tyndareos Tod wurde Menelaos König von Sparta, da die einzigen männlichen Erben, Kastor und Pollux gestorben und in den Olymp aufgestiegen waren. Tyndareos Grabmal befand sich auf der Akropolis von Sparta.
Am 11. April 1998 wurde der Jupiter-Trojaner (8125) Tyndareus nach ihm benannt.